# 張勳內閣
張勳內閣是1917年7月1日張勳擁立清朝末代皇帝溥儀登基後所組織的內閣，史稱張勳復辟。同年7月12日，「討逆軍」攻入北京，溥儀批准張勳辭職，並宣布退位，內閣瓦解。清朝历史上第三任现代内阁。

## 內閣名單
- 首席議政大臣 張勳（親王）[1]
- 議政大臣 陈宝琛、刘廷琛
- 顾问大臣 赵尔巽、陈夔龙、张英麟、冯煦
- 外務部尚書 梁敦彥
- 民政部尚書 朱家寶
- 度支部尚書 張鎮芳
- 陸軍部尚書 雷震春
- 參謀部大臣兼陸軍總長 王士珍
- 海軍部尚書 薩鎮冰
- 法部尚書 勞乃宣
- 郵傳部尚書 詹天佑
- 理藩部尚書 貢桑諾爾布
- 農工商部尚書 李盛鐸
- 學部尚書 沈曾植

## 內閣閣丞
萬繩栻、胡嗣瑗

## 侍郎
李经迈、李瑞清、陈曾寿、王乃徵、陈毅、顾瑗

## 丞参
辜汤生、章梫、黎湛枝、梁用弧

## 弼德院
徐世昌、康有為

## 都御史
张曾敡

## 副都御史
胡思敬、温肃

### 引用
1. ↑  商公泽，张勋策动丁巳复辟失败经过，天津文史资料选辑1985年第31辑；钱实甫，北洋政府职官年表，上海：华东师范大学出版社，1991年